# Ева Берніцкі
Ева Берніцкі (нар. 29 грудня 1962, Берегово, Закарпатська область) — українська письменниця.

## Діяльність
Народилася в місті Берегово на Закарпатті. Закінчила середню школу ім. Кошута Лайоша у своєму рідному місті, потім у 1987 році закінчила Ужгородський державний університету. 1983 року одружилася з письменником Карой Д. Балла.
Друкувалася з початку 1990-х; спочатку із казками, але з часом новела стала її основним жанром. Вона презентувала себе зі своїми новелами у багатьох збірках (Élet és Irodalom, Bárka, Holmi, Mozgó Világ), також публікує в онлайнових органах (Litera, BárkaOnline, Writers), деякі з оповідань публікуються німецькою та шведською мовами, а щоденник — італійською. Останні три її книги опублікував Magvető Könyvkiadó:
- Довгий день яєчного ринку (оповідання, 2004)
- Акушерка без лона (роман, 2007)
-  Замковий ключ (новели, 2010).
Вона працювала редактором з початку своєї кар'єри, а останні роки опікувалася текстами деяких угорських публікацій видавництва «Карпати» в Ужгороді.
Професійні визнання
- III премія конкурсу новел «Життя і література».
- Премія (1998)
- Премія «Баржа» (2000)
- III премія конкурсу Коштоляні журналу «Повідомлення» та вебжурналу «Етна».
- Стипендія Бенедека Елека (2004)
- Премія Тібора Дері (2004)
- Премія Шандора Марая (2005)
- Літературна премія ARTISJUS (2006)
- Премія Потушняка (2010)

## Творчість
- Mezsgyén állva. A kárpátaljai magyar értelmiség az ezredforduló küszöbén; szöveggond. Berniczky Éva; Galéria, Ungvár–Bp., 1993 (Galéria könyvtár)
- Töredék hazácska; összeáll., szerk. Berniczky Éva; Galéria–Ecriture, Ungvár–Bp., 1994 (Galéria könyvtár)
- Égen járó Kismanó, UngBereg, 1996
- Száz szomorú szonett. Kárpátaljai magyar költők tizennégysorosai az ezredvég küszöbén; összeáll., szerk. Berniczky Éva; Pallas–UngBereg, Gyöngyös–Bp., 1998
- Fejezetek az üvegházból, Új Mandátum, 1999
- A topáz illemtana (Balla D. Károllyal), UngBereg, 1999
- Reggel madár, délben kötél. Füzesi Magda versei, Berniczky Éva novellái, Balla D. Károly esszéje; Pánsíp Szerkesztősége–UngBereg Alapítvány, Ungvár–Bp., 1999
- A tojásárus hosszúnapja, 2004
- Méhe nélkül a bába, 2007
- Várkulcsa. Mesterek, kóklerek, mutatványosok, szemfényvesztők; Magvető, Bp., 2010 (Magvető novellárium)
- Szerencsegyökér. Válogatott és új novellák; Kárpáti, Ungvár, 2018